# Sri Muktsar Sahib (dystrykt)
Sri Muktsar Sahib – jeden z dystryktów w stanie Pendżab w Indiach. Do 2012 roku nosił nazwę Muktsar.

## Historia
Dystrykt Muktsar został utworzony 7 listopada 1995 roku gdy wydzielono go z dystryktu Faridkot. W 2012 roku Ministerstwo Spraw Wewnętrznych podjęło decyzję o przywróceniu nazwy Sri Muktsar Sahib miastu Mukstar, a tym samym zmieniła się też nazwa dystryktu. Dystrykt dzieli się na 2 teshile: Bariwala i Lakhewali.

## Demografia
W 2011 roku w dystrykcie Mukstar mieszkało 901 896 ludności, w tym 475 622 mężczyzn i 426 274 kobiet. W stosunku do wyników spisu z 2001 roku wzrosła gęstość zaludnienia z 300 osoby na kilometr kwadratowy do 348 osób, przy powierzchni dystryktu wynoszącej  2593 km². Według spisu ludności z 2011 roku 65,81% ludności potrafi czytać i pisać, w tym 71,76% mężczyzn i 59,24% kobiet.

## Turystyka
Sri Muktsar Sahib ma dobrze rozwiniętą sieć kolejową i drogową, chociaż nie ma na jego terenie lotniska. Najbliżej znajduje się międzynarodowy port lotniczy Amritsar oraz dwa lotniska krajowe Bathinda i Ludhiana. Stolica dystryktu Sri Muktsar Sahib i jej okolica jest związana z historią Sikhów. Znajdują się tu sikhijskie świątynie gurudwary: Tuti Gandi Gurudwara Sahib, Tibbi Sahib, Gurudawra Rakab sar, Gurudwara Taran Taran Sahib. W Sarae Naga urodził się drugi guru Lehna Agad.